# Алфер'єв Сергій Петрович
Сергій Петрович Алфер'єв (4 жовтня 1816, Орел — 31 березня 1884, Київ) — лікар-терапевт, доктор медицини (1843), ординарний професор Київського університету, дійсний статський радник (1868).

## Біографія
Народився у сім'ї офіцера італійського походження. Отримавши початкову домашню освіту навчався в приватному пансіонаті. Після закінчення із срібною медаллю Московської медико-хірургічної академії, впродовж п'яти років з 1838 по 1842 рік працював у Московській Єкатерининській лікарні. Після захисту в Москві у 1843 році докторської дисертації на тему «О контагиозной гидрофобии», два роки навчався за кордоном, де відвідував провідні клініки Європи.
Повернувшись з відрядження у грудні 1846 року був обраний на посаду екстраординарного професора кафедри спеціальної патології і терапії Московської медико-хірургічної академії.
У 1847 р. отримав чин надвірного радника. А 20 липня 1848 р. був призначений наказом Військового відомства молодшим ординатором в Київський військовий госпіталь, де завідував створеним клінічним терапевтичним відділенням. З 1950 р. обраний деканом медичного факультету Університету Святого Володимира на 4 роки і підвищений в чині до колезького радника.
У 1856 р. професор С. П. Алфер'єв разом із Ф. Ф. Мерінгом, розпорядженням Російського імператора були відряджені в бойові підрозділи Південної армії для допомоги тифозним хворим та вивчення характеру і особливостей цієї епідемії як в російських, так і в союзних військах. За власною ініціативою вони отримали дозвіл на поїздку в Константинополь з метою продовження дослідження, виявлення особливостей перебігу тифу. Результати проведеної докторами роботи були опубліковані ними в наукових працях: «Записка о тифе в Крыму в войну 1856 г.» і «Отчет о путешествии с медицинской целью в Константинополь для изучения тифа в войну 1856 г.». За дополмогу, надану хворим під час перебування у складі Південної армії С. П. Алфер'єв отримав темно-бронзову медаль «В память о войне 1853—1856 гг. на Андреевской ленте для ношения в петлице», орден Святої Анни 2-го ступеня і орден Святого Володимира 3-го ступеня.
У 1857 році Сергій Петрович переведений ординарним професором по кафедрі терапевтичної клініки із семіотикою, звідки, в 1864 р. у віці 48 років у зв'язку з вислугою 25 років був звільнений з Університету, проте залишався на службі у військовому відомстві ще 6 років. У 1870 р, у віці 54 років, був звільнений з військово-медичної служби «с мундиром». Ще кілька років продовжував роботу лікарем-консультантом другої Київської гімназії, Київської духовної академії і семінарії. За службу на посаді консультанта при лікарні 2-ї Київської гімназії в 1868 р. йому присвоєний чин дійсного статського радника.
Помер 31 березня 1884 року від запалення легень. Похований на Байковому кладовищі.

## Твори
- «О тифозной горячке в южной армии» («Военно-медицинский журнал» 1856 г.);
- «О поездке в Константинополь» («Военно-медицинский журнал» 1856);
- «Отчет проф. Алферьева и Меринга, командированных в южную армию в Крыму» («Военно-медицинский журнал» 1857 г. часть 69, 2; 1859 г. ч. 75, 1. 2; «Med. Zeit. Russlands» 1858 г., 241, 49, 57, 65, 273);
- Доповідь «Об отношении патологической анатомия к лечению болезней» (провів 22.12.1846 в Київському університеті);
- «Разбор диссертации О. Халецкого» (в «Киевские Университетские Известия», 1872, IV);
- «Аспирационный и инфекционный прибор, заменяющий все до сих пор существующие аспираторы и всякие шприцы» («Медицинский вестник» 1876 год, № 29).

## Вшанування пам'яті
У Києві С. П. Алфер'єву встановлена меморіальна дошка на будинку по вулиці Малій Житомирській, 20, де в 1849–1857 роках він проживав зі своїм племінником — письменником М. С. Лєсковим.